# Сумовка
Сумо́вка (укр. Сумівка, пол. Sumówka) — село на Украине, находится в Бершадском районе Винницкой области.
Код КОАТУУ — 0520485003. Население по переписи 2001 года составляет 1184 человека. Почтовый индекс — 24410. Телефонный код — 4352.
Занимает площадь 24,41 км².

## Адрес местного совета
24410, Винницкая область, Бершадский р-н, с. Сумовка, ул. Центральная, 1